# Paul Marchioni
Paul Marchioni (født 1. januar 1955 i Corte, Frankrig) er en fransk tidligere fodboldspiller (forsvarer).
Marchioni spillede hele sin karriere i hjemlandet, hvor han primært repræsenterede SC Bastia. Han var tilknyttet Korsika-klubben i i alt 13 sæsoner, og havde også et to år langt ophold hos OGC Nice.
Marchioni var med Bastia med til at vinde den franske pokalturnering Coupe de France i 1981. I 1978 var han med til at nå finalen i UEFA Cuppen, der dog blev tabt samlet til PSV Eindhoven fra Holland.

## Titler
Coupe de France
- 1981 med Bastia